# Cearinus corniger
Cearinus corniger is een hooiwagen uit de familie Gonyleptidae.